# Nymphaea potamophila
Nymphaea potamophila ist eine Pflanzenart aus der Gattung der Seerosen (Nymphaea) innerhalb der Familie der Seerosengewächse (Nymphaeaceae). Diese Wasserpflanze kommt von Venezuela bis ins nördliche Brasilien sowie auch in Kolumbien vor.

## Beschreibung

### Vegetative Merkmale
Nymphaea potamophila ist eine ausdauernde krautige Pflanze.
Die Laubblätter sind in Blattstiel und -spreite gegliedert. Die kahlen Blattstiele weisen einen Durchmesser etwa 3 Millimetern auf und können eine Länge von über 4 Metern erreichen. Die pergamentartigen Blattspreiten der Schwimmblätter sind bei einer Länge von bis zu 20 Zentimetern sowie einer Breite von bis zu 10 Zentimetern elliptisch bis pfeilförmig. Der Blattrand ist ganzrandig und flach. Die Blattoberseite ist grün mit überlagernden Mustern roter Panaschierung. Die Blattunterseite hat eine grünliche Grundfarbe mit einer dunkelroten Panaschierung. Zudem weist diese Muster aus verzweigten, -Streifen auf. Die Blattstruktur ist kompakt und die Blätter sind sehr dünn (145,50 μm); dies verleiht den Laubblättern eine gewisse Kältetoleranz.

### Generative Merkmale
Die kahlen Blütenstiele weisen einen Durchmesser von etwa 4 Millimetern auf und können über 4 Meter lang werden. Die nachtblühenden Blüten schwimmen auf der Wasseroberfläche.

## Zytologie
Die Größe des Chloroplastengenoms beträgt 159.232 bp. Die Chromosomenzahl ist unbekannt.

## Reproduktion

### Vegetative Vermehrung
Proliferierende Pseudanthien werden bei dieser Art nicht ausgebildet.

### Generative Vermehrung
Nymphaea potamophila hat sowohl eine hohe Pollenfertilität, als auch eine hohe Samenproduktion. Die generative Vermehrung spielt bei dieser Art eine wichtige Rolle.

## Systematik
Das Typusexemplar wurde am 28. Juni 1979 von einem Wissenschaftlerteam bestehend aus J. Ramos, C. D. Mota, L. A. Maia und E. Soares in Brasilien gesammelt.

### Taxonomie
Die [Erstbeschreibung] erfolgte 1984 durch John Harry Wiersema A new species of Nymphaea (Nymphaeaceae) from the Amazon Basin. In: SIDA, Contributions to Botany, Volume 10, S. 195–198.

### Position innerhalb von der GattungNymphaea
Nymphaea potamophila wird in die Untergattung Nymphaea subg. Hydrocallis eingeordnet.

## Lebensraum
Sie kommt in den aquatischen Lebensräumen des Amazonas-Regenwaldes vor, wo sie entlang von Flussrändern in bis zu 4-5 Meter tiefem Wasser wächst.